# 斎藤千晃
斎藤 千晃（さいとう ちあき、1990年10月22日 - ）は、日本の女優。鹿児島県出身。サンミュージックブレーン所属。妹は元女優の斉藤晶。旧芸名は、斉藤 千晃。

## 出演

### テレビドラマ
- 利家とまつ〜加賀百万石物語〜（2002年、NHK）豪姫 役
- 女と愛とミステリー 私はやってない〜痴漢えん罪殺人連鎖〜（2002年、テレビ東京）
- 連続テレビ小説 まんてん（2002年、NHK）主演・日高満天（子供時代）役
- 土曜ワイド劇場 国選弁護人（2004年、テレビ朝日）高杉実 役
- 木曜ドラマ 電池が切れるまで（2004年、テレビ朝日）安藤涼子 役
- 水戸黄門 第33部 第5話（2004年、TBS・C.A.L）お幸 役
- 水曜ミステリー9 家政婦春子　他人の不幸は蜜の味−嫁姑　殺意の接点－（2005年、テレビ東京）青山美香 役
- 土曜ワイドステーション　保険調査員ハナコ・時価一億円の女（2006年、テレビ朝日・大映テレビ）桃木春奈　役
- 紅の紋章（2006年、フジテレビ）下田京子 役
- 水戸黄門 第37部 第6話 家族涙の隠し金山・佐渡（2007年、TBS・C.A.L）お峯 役
- 生徒諸君!（2007年、テレビ朝日）永嶋未来 役
- 赤い糸 第3話・第5話（2008年、フジテレビ）
- 天使の代理人 エピソード8（2010年、フジテレビ・東海テレビ放送）妊婦 役

### ラジオドラマ
- 深夜便 西の魔女が死んだ（2005年、NHK-FM・NHKラジオ第1）まい 役

### ラジオ
- シリーズ「私の戦後60年〜だからこそあなたに伝えたい言葉」 家族で読む　おじいちゃん・おばあちゃんたちからの手紙（2005年、NHK-FM・NHKラジオ第1）

### 映画
- 赤い月（2004年）森田美咲 役
- レディ・ジョーカー（2004年）レディ 役
- 県民エイガ さつまおごじょ（2010年）主演・今泉智絵 役 - かごしま文化芸術活性化事業作品。
- 白夜行（2011年）
- 愛の茶番（2024年）民神代表 役[3]
- 帰ってこなかった男（2025年）佳奈 役[4]

### 舞台
- ココ・スマイル2（2001年、ジョーズカンパニー、新帝国劇場・小劇場）主演・ココ 役

### CM
- 鹿児島 山形屋デパート、お中元（2000年）
- 鹿児島 山形屋デパート、お歳暮（2000年）
- ベネッセコーポレーション、ポケットチャレンジ（2004年）

## 書籍

### 写真集
- summer school（2000年、笠倉出版）